# Taste (Band)

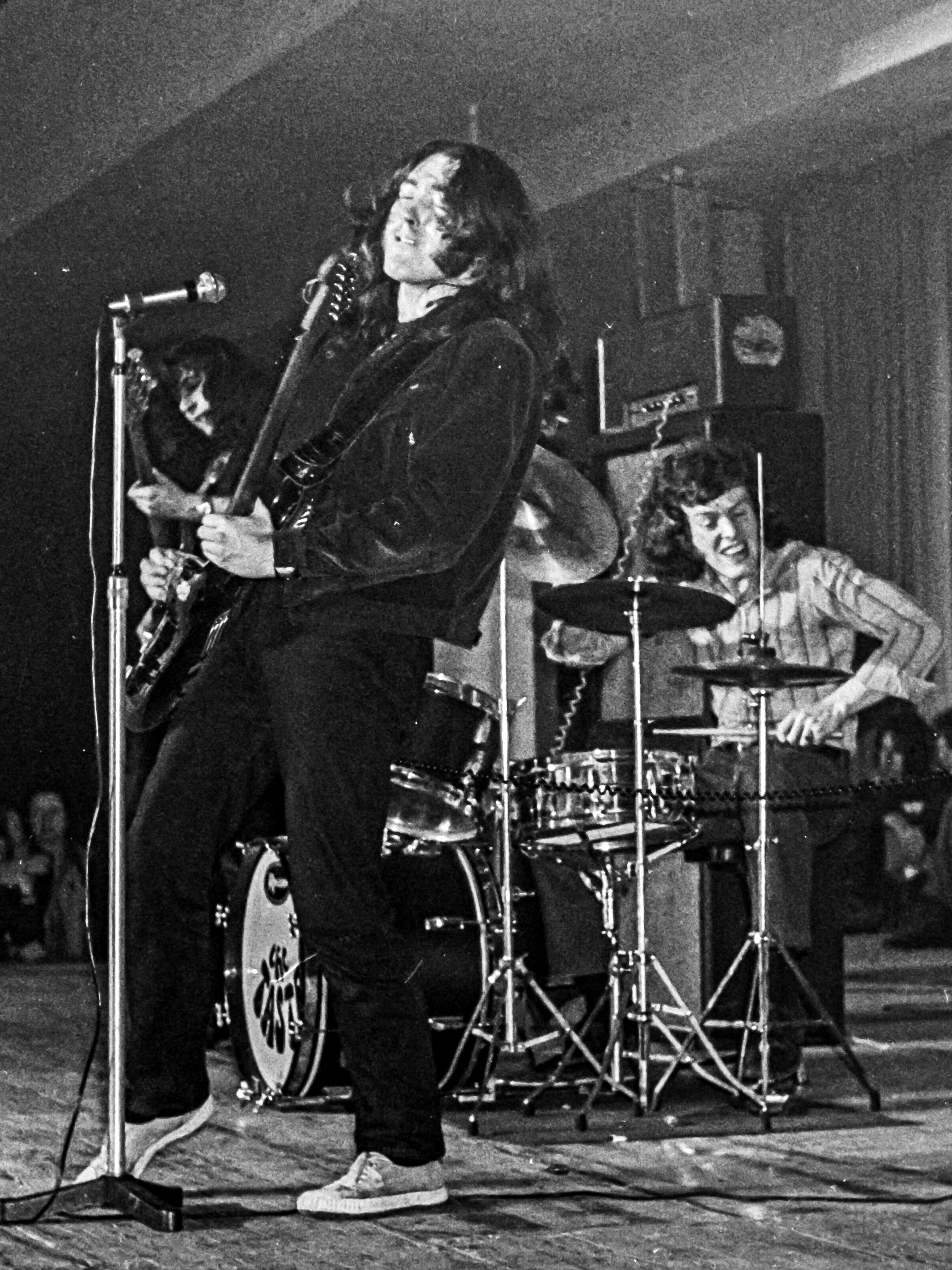
Taste, 1970

Taste war eine irische Rockband.

## Geschichte
Taste wurde im August 1966 in Cork als Trio, bestehend aus Rory Gallagher (Gitarre und Gesang), Eric Kitteringham am Bass und Norman Damery am Schlagzeug, gegründet. Die Band tourte durch Irland und hatte auch Auftritte in Hamburg, bevor sie eine feste Anstellung im Maritime Hotel, einem R&B-Club in Belfast, bekam.
Nachdem 1968 Taste vermehrt in Großbritannien aufgetreten war, löste sich die Originalbesetzung bis auf Gallagher auf. Neu hinzu kamen Richard McCracken am Bass und John Wilson am Schlagzeug. Diese Formation unterzeichnete in London einen Plattenvertrag bei Polydor.
Anschließend tourte Taste zusammen mit der britischen Supergroup Blind Faith durch die Vereinigten Staaten und Kanada. 1969 nahm die Band die Studioalben Taste und On the Boards auf. Das zweite Album enthält deutliche Jazz-Einflüsse, so spielte Gallagher einige Passagen mit dem Saxophon ein. Im November 1969 eröffnete die Band gemeinsam mit Yes die „Cream’s Farewell“-Konzerte.
Am 11. Juli 1970 trat die Band beim Open Air Pop-Festival Aachen und am 28. August 1970 beim Isle of Wight Festival auf, gemeinsam mit Bands wie Chicago und Procol Harum. Dieses Konzert wurde im Publikum sehr gut aufgenommen und die Band zu fünf Zugaben herausgerufen. Anschließend tourte die Band durch Europa und gab an Silvester 1970 eine Show in Belfast. Danach löste sich Taste auf, da sich Frontmann Rory Gallagher auf eine Solokarriere konzentrieren wollte. McCracken und Wilson gründeten daraufhin mit weiteren Musikern die Band Stud.
Ende 2006 gab John Wilson unter dem Namen Taste einige Konzerte. Ergänzt wurde er durch Nick Scott am Bass und Sam Davidson an der Gitarre. Eric Kitteringham, der Bassist der Originalbesetzung, verstarb am 7. Mai 2013 in Cork im Alter von 66 Jahren.

## Besetzung

### August 1966 bis Mai 1968
- Rory Gallagher – Gitarre, Gesang, Saxophon, Mundharmonika
- Eric Kitteringham – Bass
- Norman Damery – Schlagzeug

### Mai 1968 bis Oktober 1970
- Rory Gallagher – Gitarre, Gesang, Saxophon, Mundharmonika
- Richard McCracken – Bass
- John Wilson – Schlagzeug

## Diskografie

### Alben
| Jahr | Titel                                       | Höchstplatzierung, Gesamtwochen, AuszeichnungChartplatzierungen (Jahr, Titel, Platzierungen, Wochen, Auszeichnungen, Anmerkungen) | Höchstplatzierung, Gesamtwochen, AuszeichnungChartplatzierungen (Jahr, Titel, Platzierungen, Wochen, Auszeichnungen, Anmerkungen) | Höchstplatzierung, Gesamtwochen, AuszeichnungChartplatzierungen (Jahr, Titel, Platzierungen, Wochen, Auszeichnungen, Anmerkungen) | Höchstplatzierung, Gesamtwochen, AuszeichnungChartplatzierungen (Jahr, Titel, Platzierungen, Wochen, Auszeichnungen, Anmerkungen) | Anmerkungen |
| Jahr | Titel                                       | IE | DE | UK | US | Anmerkungen |
| ---- | ------------------------------------------- | --- | --- | --- | --- | ----------- |
| 1969 | Taste                                       | — | — | — | US133 (9 Wo.)US |             |
| 1970 | On the Boards                               | — | DE33 (2 Wo.)DE | UK18 (11 Wo.)UK | — |             |
| 1971 | Live Taste                                  | — | DE38 (2 Wo.)DE | UK14 (4 Wo.)UK | — |             |
| 1972 | Taste – Live at the Isle of Wight           | — | — | UK41 (1 Wo.)UK | — |             |
| 2015 | I’ll Remember                               | IE41 (1 Wo.)IE | DE39 (1 Wo.)DE | — | — | 4-CD-Box    |
| 2015 | What’s Going On – Live at the Isle of Wight | — | DE37 (2 Wo.)DE | — | — |             |

grau schraffiert: keine Chartdaten aus diesem Jahr verfügbar
Weitere Alben
- 1972: Taste First (BASF, aufgenommen im Juli 1967)
- 1974: In the Beginning, an Early Taste of Rory Gallagher (Emerald)
- 1974: Take It Easy Baby (Demoaufnahme)

### Singles
- 1968: Blister on the Moon / Born on the Wrong Side of Time (Major Minor, Edited for Polydor Records in 1969)
- 1969: Wrong Side of Time / Same Old Story (Polydor)
- 1969: What’s Going On / Wrong Side of Time & Blister on the Moon (Polydor)
- 1972: Wee Wee Baby / You’ve Got to Play (BASF, nur in Deutschland)
- What’s Going On / Railway & Gun (Polydor)
- 1982: Blister on the Moon & Sugar Mama / Catfish & On the Boards (Polydor)
- Born on the Wrong Side of Time / Same Old Story (Polydor, nur in Italien und Japan)
- If I Don’t Sing I'll Cry / I’ll Remember (Polydor, nur in Spanien)

### Videoalben
- 1995: Message to Love (Isle of Wight Festival: Aufnahmen von Sinner Boy und Gamblin’ Blues)
- 2015: What’s Going On: Live At The Isle Of Wight